# Königliches Landgestüt Kreuzvorwerk

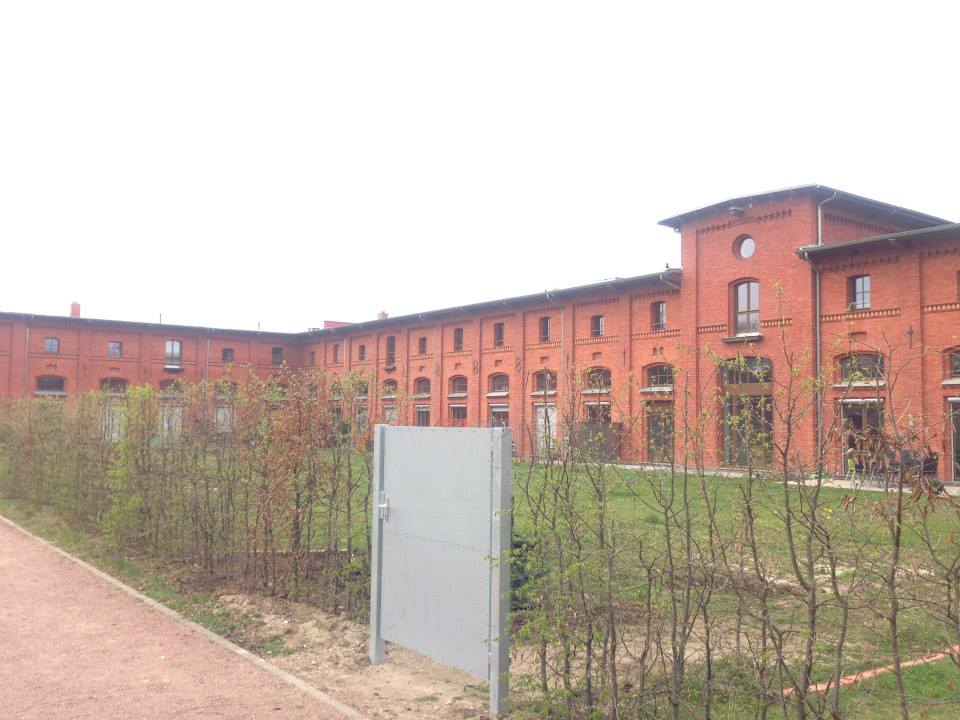
Hofansicht Hengststall (2014)

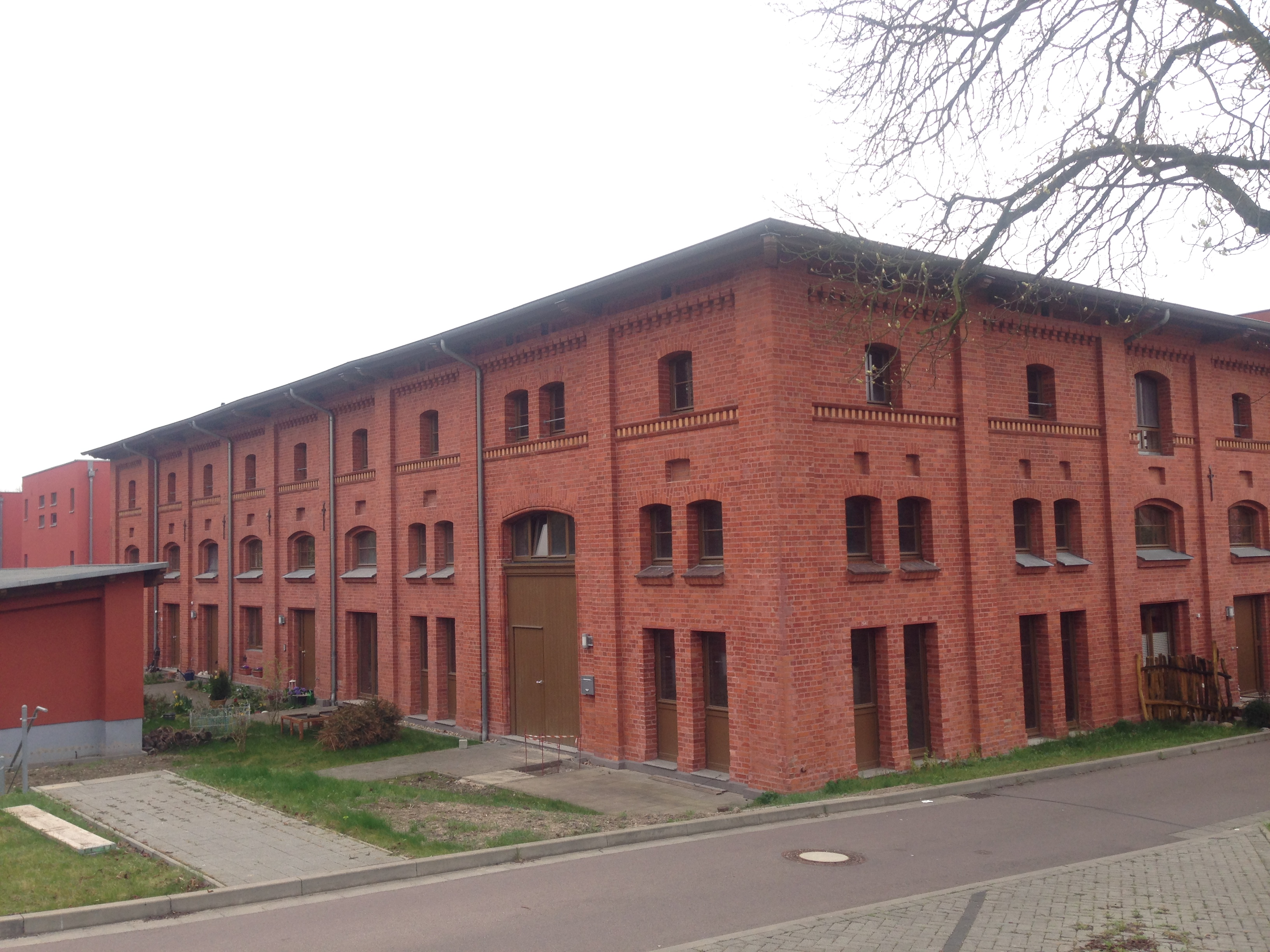
Nordflügel Hengststall (2014)

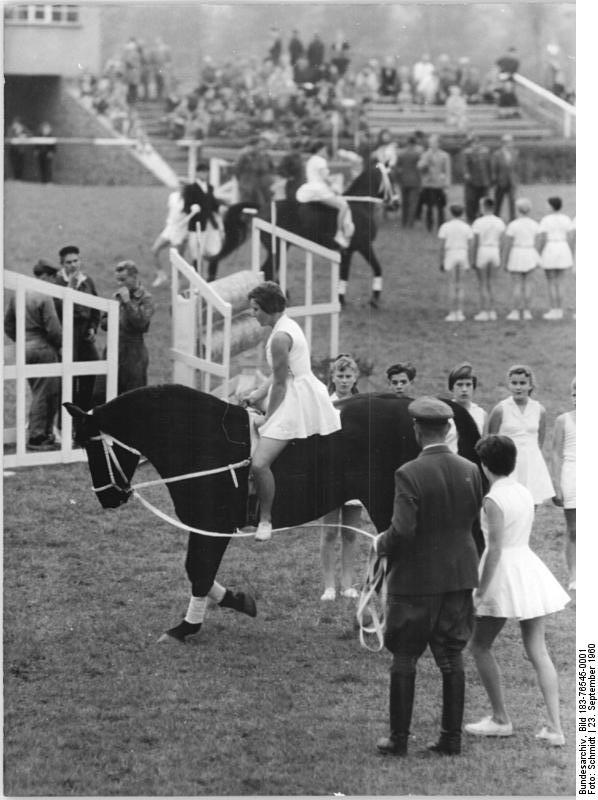
Meisterschaftsturnier 1960

Das Königliche Landgestüt Kreuzvorwerk (auch als Landgestüt Kreuz bezeichnet) ist ein ehemaliges Gestüt in Halle (Saale). Die Ende des 19. Jahrhunderts erbaute Anlage zur Pferdezucht und -haltung wird gegenwärtig als Wohnanlage genutzt. Sie steht unter Denkmalschutz.

## Lage
Die ehemalige Gestütsanlage im Stadtteil Kröllwitz wurde auf ansteigendem Gelände oberhalb des Saaletals erbaut. Umgeben ist es von den Kreuzer Teichen im Norden, dem Saaletal im Südosten, dem Weinberg Campus im Süden und dem Universitätsklinikum der Martin-Luther-Universität Halle-Wittenberg im Westen.

## Geschichte
Das Königlich-Preußische Landgestüt wurde im Jahre 1888 gegründet und beherbergte zwischen 95 und 200 Pferde. Das Landgestüt konzentrierte sich überwiegend auf Zuchthengste und galt als „Hengstdepot der Provinz Sachsen“. Insbesondere als Zuchtstätte für (Belgische) Kaltblüter gewann das Gestüt Kreuzvorwerk an Bedeutung. Ab dem Jahr 1926 wurden hier die Kreuzer Reit- und Fahrturniere veranstaltet, die sich zur „größten pferdesportlichen Veranstaltung Mitteldeutschlands“ entwickelten. Präsentiert wurden Dressurleistungen und Zuchterfolge. Einer der bekanntesten Hengste des Gestüts trug den Namen Beaufis de Raast und wurde von Gerhard Marcks als Vorlage für die Pferdeskulptur an der Giebichensteinbrücke (1926–1928) genommen.
Das Turnier wurde von 1927 bis 1939 mit einer eigenen Zeitschrift namens Hengstschau, Reit- und Fahrturnier im Landgestüt Kreuz, Halle (Saale) begleitet und bestand unter diesem Namen bis mindestens 1939. Für das Jahr 1941 ist eine Hengstschau im Landgestüt Kreuz nachweisbar. Im Jahr 1950 fand hier die Landwirtschaftliche Leistungsschau Saalkreis, veranstaltet vom Rat des Saalkreises und der Vereinigung der gegenseitigen Bauernhilfe Saalkreis, statt. Der Niedergang des Gestütes erklärt sich aus der Spezialisierung auf die Kaltblutzucht, da diese bei zunehmender Technisierung der Landwirtschaft nicht mehr vonnöten war. Im Jahr 1952 erfolgte daher die erste Auflösung des Landgestütes. Daraufhin sprang die Martin-Luther-Universität ein. Diese verwandelte das Kreuzvorwerk später in eine Bullenzuchtanlage. Im September 1960 wurde hier das Meisterschaftsturnier in den Dressurprüfungen abgehalten.
Bis zur Aufgabe der Tierhaltung im Jahr 1990 wurden Teile der Stallungen als Rinderbesamungs-Station genutzt.

## Name
Der ungewöhnliche Name des Gestüts „Kreuzvorwerk“ stammt von der nördlich benachbarten großen landwirtschaftlichen Hofanlage, welche ein Vorwerk der Domäne/des Amtes/der Burg Giebichenstein war und Vorwerk Kreuz, Kreuzschäferei oder auch Vorwerk Cröllwitz genannt wurde, was sich später auch im Straßennamen Kreuzvorwerk niederschlug. Dessen Name erklärt sich angeblich aus den vier Ausgängen, die aus den Winkeln des Vorwerks hinausführten. Andere Erklärungsversuche deuten ihn aus sich kreuzenden Wegen oder aber der kreuzförmigen symmetrischen Anordnung der Zugänge zu den Gebäuden des Gestüts. Da der Name aber vom Vorwerk abgeleitet wurde, das auch den benachbarten Teichen den Namen gab, hieß es zunächst nur Land(es)gestüt Kreuz.

## Baubeschreibung
Das Hauptgebäude ist ein zweigeschossiger Backsteinbau im Osten der Anlage auf einer Anhöhe nahe der Saale. Dieses Gebäude (Am Gestüt Kreuz 20) war das Direktorenhaus und wurde im Neorenaissancestil erbaut. Den Westen des Gestüts prägt der in Form eines verkürzten Hufeisens errichtete größte Bau: Der Hengststall. Seine Westfassade ist 105 Meter lang, der Mittelteil aus der Dachlandschaft herausgehoben. Er umfasst heute über 20 Hausnummern zwischen der Nr. 63 und der Nr. 67c. Der zentral dazwischen gelegene Hof diente als Exerzier- und Turnierplatz. Er wurde im 21. Jahrhundert durch ergänzende Neubauten zum Innenhof gemacht. Weiterhin sind vier einfach gehaltene Arbeiterwohnungen, Angestelltenwohnungen, Stallungen und Schuppen mit Gärten sowie Wiesen und ein Park zu finden. Die Arbeitermietshäuser stehen im Südbereich des Areals und umfassen heute je vier Hausnummern pro Gebäude (Am Gestüt Kreuz 4/4a/6/6a, 8/8a/10/10a, 12/12a/14/14a, 16/16a/18/18a). Auch sie stehen mit unter Denkmalschutz und wurden ebenso wie die Gebäude Kreuzvorwerk 17/17a und Kreuzvorwerk 20 mit saniert und zu Eigentumswohnungen umgebaut.
Mit dem Ausbau des Gestüts zu einem Wohngebiet wurde aber auch eines der denkmalgeschützten Häuser – das Sattlermeisterhaus von 1888 (Kreuzvorwerk 72) – im Dezember 2017 abgerissen. An seiner Stelle wurde in den frühen 2020er-Jahren ein Neubau errichtet, ebenso wurde sein Umfeld mit Neubauten aufgesiedelt.
Im Denkmalverzeichnis sind die zahlreichen Hausnummern im Areal des Gestüts unter der Erfassungsnummer 094 13462 zusammengefasst.